# トマピー
トマピーは、パプリカの登録商標名。品種名はカプチン。濃赤色のピーマンであるが、一見トマトのようにも見えるへん平形をしているのが特徴。

## 概要
フルーツピーマンの1種である。
カロテンやビタミンB2が豊富に含まれており、甘みが非常に強く肉厚である。辛味は無い。茨城県などで栽培されている。
トマトとピーマンの交配種であるとする記述は誤り。

## 歴史
ハンガリーで広く親しまれているパプリカにパラディチョン・パプリカという品種がある。甘くてビタミンが豊富であり、ハンガリーでは肉と炒めたり、生のままサラダに混ぜて食されている。パラディチョンはハンガリー語でトマトの意味である。
ハンガリー留学経験のある自社アルバイトの女子学生からそのことを聞いた日本農研（和地義隆社長）は1990年ごろに種子を取り寄せ、ハンガリーの低温乾燥地で栽培されている品種から、日本の高温多湿の気候の下での栽培に適応できるように品種改良を進めた。また、パラディチョン・パプリカそのものにもいろいろな系統のピーマンが混ざっており、取り寄せた種で交配を重ねていくと、色や形状が異なる実がなることもあった。一定の形と色となるよう種を選別して固定化するのに4年の月日が流れる。日本農研が販売した苗をひたちなか市の干し芋農家が本格的に栽培を始めるのは、1995年のことであった。
トマピーは日本農研が契約元となり、契約栽培方式で全量買い上げを実施し、ココスジャパン（当時はカスミグループ）などに年間契約を結ぶ生産、販売のシステムを構築していた。

## 商標に関する問題
日本農研は1998年にトマピーの商標登録申請を行っているが、「トマトとピーマンを交配した品種でそれぞれの特徴を持つ新しい商品として市場に出回り注目されている『トマピー』と誤認が生じさせるおそれがあり、商標法第4条第1項第16号に該当する」として、拒絶する旨の査定が下された。
しかしながら、上述のように交配品種ではなく、トマピーの語も日本農研に対するメディア取材でも用法が先行していることから、2002年に査定の取り消し審決が行われた。